# مارگارته فون تروتا
مارگارته فون تروتا (آلمانی: Margarethe von Trotta؛ زادهٔ ۲۱ فوریهٔ ۱۹۴۲) کارگردان و هنرپیشهٔ اهل آلمان است.
فیلم ماریانه و یولیانه به کارگردانی فون تروتا توانست جایزهٔ شیر طلایی جشنوارۀ فیلم ونیز را از آنِ خود کند.
از فیلم‌های دیگر او می‌توان به ترس و عشق و ریش‌آبی اشاره کرد.